# История создания ракеты-носителя Р-7

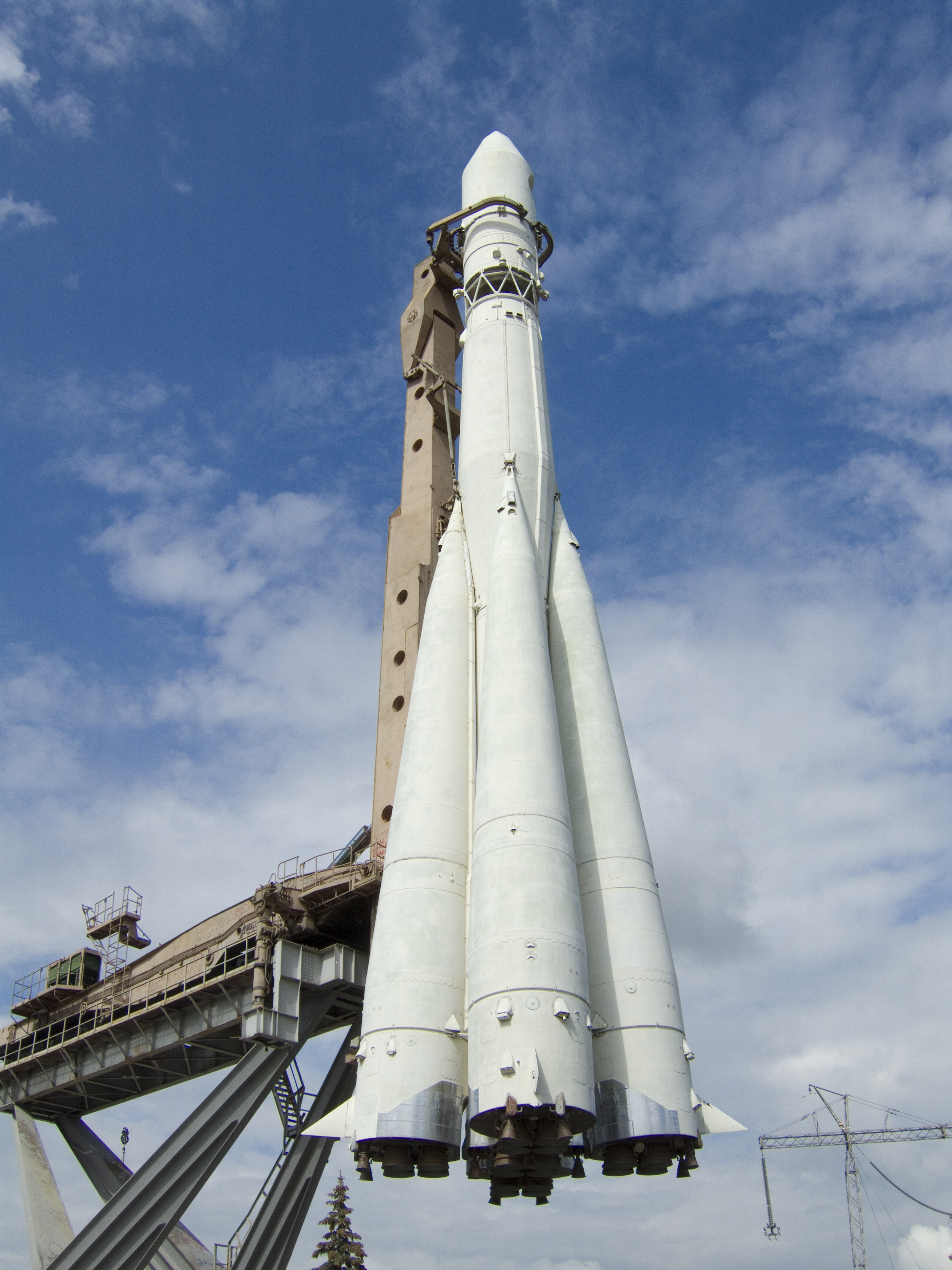
Ракета «Восток», входящая в семейство Р-7

История создания ракеты-носителя Р-7 — хронология создания двухступенчатой межконтинентальной баллистической ракеты Р-7 и её многочисленных модификациях. МБР Р-7 была создана в ОКБ-1 под руководством Сергея Павловича Королёва.
Постановлением ЦК КПСС и Совета Министров СССР № 192—20 от 20 января 1960 года МБР Р-7 была принята на вооружение. Всего было произведено 30 пусков ракет Р-7, из них 20 — успешные. По состоянию на 2013 год все пилотируемые запуски СССР и России осуществлены ракетами данного семейства.

## Предпосылки
Во время Второй мировой войны были созданы и испытаны некоторые образцы принципиально новой боевой техники: советские твердотопливные реактивные системы залповой стрельбы «Катюша», немецкие управляемые жидкостные баллистические ракеты большой дальности V-2 (ФАУ-2, от нем.  Vergeltungswaffe-2), американские атомные бомбы «Малыш» и «Толстяк».
20 августа 1945 года Постановлением № 9887сс/оп Государственного комитета обороны СССР был образован Специальный комитет по использованию атомной энергии для руководства всеми работами по использованию атомной энергии и производству атомных бомб. Под техническим руководством Игоря Васильевича Курчатова начались и впоследствии успешно завершились работы по созданию советской атомной бомбы, по устранению отставания Советского Союза от потенциального противника. Но для повышения качества использования новых бомб не хватало надежного средства доставки, способного преодолеть существовавшие в ту пору системы противовоздушной обороны.
13 мая 1946 года в соответствии с Постановлением Совета министров СССР № 1017—419 создается Специальный комитет по реактивной технике при Совете Министров СССР под председательством Георгия Максимилиановича Маленкова. Данное постановление определило задачи всех министерств и ведомств по обеспечению работ по новым реактивным видам вооружений.
В мае 1946 года на базе артиллерийского завода № 88 в подмосковных Подлипках (ныне г. Королёв) создается Государственный научно-исследовательский институт (НИИ-88) по ракетному вооружению с собственной проектно-конструкторской и производственной базой.
9 августа 1946 года начальником и главным конструктором отдела № 3 (основы будущего ОКБ-1), где должны были создаваться баллистические ракеты большой дальности, назначается Сергей Павлович Королёв. В то время С. П. Королёв был также заместителем начальника и главным инженером института «Нордхаузен» по изучению производства германских баллистических ракет А-4, возглавляемого генерал-майором Львом Михайловичем Гайдуковым.
К концу 1947 года в отделе № 3 работало примерно 310 специалистов, был разработан спецпоезд и вновь организованное экспериментальное производство. Основные руководители: С. П. Королёв, его заместитель В. П. Мишин, начальник проектного бюро К. Д. Бушуев, руководителем конструкторского бюро был В. С. Будник, экспериментального цеха — Г. Я. Семёнов. Параллельно группа немецких специалистов во главе с доктором Х. Грёттрупом (англ. H. Gruttrup) на острове Городомля (озеро Селигер) проектирует на базе «Фау-2» более совершенную ракету Г-11.
Одновременно в интересах и при участии Академии наук СССР развертывается программа геофизических пусков. 22 июля 1951 года на ракете Р-1B впервые запущены подопытные животные — собачки Дезик и Цыган. Отрабатываются гермокабины, высотные скафандры, катапульты, парашютные системы спасения. Проводится активное исследование верхней атмосферы, ионосферы, эксперименты по распространению радиоволн вплоть до сверхдлинноволнового диапазона. В средствах массовой информации публикуются работы «открытых» советских (А. А. Штернфельд, Г. И. Покровский, Ю. С. Хлебцевич, Ф. Ю. Зигель и др.) и зарубежных (Вернер фон Браун, В. Лей, Э. Бургесс, Э. Зенгер, К. Гэтланд и другие) специалистов, посвященные гипотетическим космическим проектам.
10 декабря 1948 года с пусковой установки на полигоне Капустин Яр успешно стартовала и, пролетев около 300 км, попала в заданную цель баллистическая жидкостная ракета дальнего действия Р-1 (модификация ракеты «Фау-2»), созданная под руководством С. П. Королёва, а вскоре в ОКБ-1 был разработан вариант ракеты Р-1, специально предназначенный для запуска по вертикальной траектории для геофизических исследований и получивший обозначение В-1А. Стартовая масса ракеты составляла около 14 т, высота подъёма — до 100 км.
В 1950 году в ОКБ-1, под руководством С. П. Королёва была создана баллистическая одноступенчатая ракета Р-2 с прицельной дальностью 600 км, которую приняли на вооружение в 1951 году. В 1953 году проводятся первые пуски ракеты Р-5 с дальностью полёта 1200 км, а её модификация — Р-5М, стала первой в мире ракетой-носителем атомного заряда, положила начало созданию ракетно-ядерного щита СССР. Штатный пуск Р-5М состоялся 2 февраля 1956 года, в том же году она была принята на вооружение.
Первопричиной создания межконтинентальной баллистической ракеты Р-7 являлась военно-политическая задача гарантированной оперативной доставки ядерного заряда на территорию главного потенциального противника — США. А первоосновой конструктивно-компоновочной схемы ракеты Р-7 и ракеты-носителя на её базе стала исследовательская работа 1947—1948 гг. группы М. К. Тихонравов в НИИ-4 Академии артиллерийских наук Министерства обороны по применению «пакетной» схемы компоновки ступеней ракет.
14 июля 1948 года на научной сессии Академии артиллерийских наук М. К. Тихонравов выступил с докладом «Пути осуществления больших дальностей стрельбы ракетами», где предложил пакетную схему на базе существующих изделий, а также ряд технических обоснований возможности осуществления проектов ракет неограниченной дальности полёта при использовании существующих технологий.

## Создание ракеты Р-7
4 декабря 1950 года постановлением Совета министров СССР задается комплексная поисковая научно-исследовательская работа (НИР) по теме «Исследование перспектив создания ракет дальнего действия (РДД) различных типов с дальностью полета 5000 — 10000 км с массой боевой части 1 — 10 т». 13 февраля 1953 года постановлением СМ СССР в продолжение данной темы задается НИР «Теоретические и экспериментальные исследования по созданию двухступенчатой баллистической ракеты с дальностью полета 7000 — 8000 км». Цель НИР — разработка эскизного проекта РДД массой до 170 т с отделяющейся головной частью (ГЧ) массой до 3 т. В октябре 1953 года по указанию заместителя председателя Совета министров СССР В. А. Малышева проектное задание было изменено: масса ГЧ была увеличена до 5,5 т при сохранении дальности полёта.
В декабре 1953 года в ОКБ-1 были начаты работы по подготовке проекта постановления Совета министров СССР о создании МБР 7Р (позже Р-7). В его тексте предлагалось применить ракету 7Р для запусков искусственных спутников Земли и космических аппаратов к другим планетам. 5 и 30 января, а также 2 февраля 1954 года прошли заседания совета главных конструкторов, на которых были сформулированы основные технические требования на МБР 7Р, а также были согласованы основные тактико-технические характеристики (ТТХ) и этапы отработки. Оптимальной представлялась ракета «пакетной» схемы, состоящая из цилиндрического центрального блока на второй ступени и четырёх цилиндрических боковых блоков, в качестве первой ступени. На всех блоках предполагалось использовать однокамерные двигатели с газовыми рулями, запускающиеся ещё на старте. ГЧ имела диаметр меньше, чем у центрального блока, и была «притоплена» в верхний переходник по типу баллистической ракеты среднего радиуса действия — Р-5 (8А62).
20 мая 1954 года ЦК КПСС и Совет Министров СССР приняли постановление № 956—408сс о разработке межконтинентальной баллистической ракеты (МБР) Р-7 (индекс УРВ РВСН — 8К71), в котором перед ОКБ-1 под руководством Сергея Павловича Королёва была официально поставлена задача создания баллистической ракеты, способной нести термоядерный заряд, дальностью полёта до 10 тысяч километров.
Теоретические основы создания ракетных двигателей и энергетических установок ракетных комплексов были сформированы в НИИ-1 НКАП СССР под руководством Мстислава Всеволодовича Келдыша, а конструктивно-компоновочная схема ракеты была разработана в ОКБ-1 инженерами П. И. Ермолаевым и Е. Ф. Рязановым.
Непосредственное конструирование ракеты Р-7 началось в ОКБ-1 в 1953 году под руководством Сергея Павловича Королёва, ведущим конструктором по Р-7 был назначен Дмитрий Ильич Козлов, проектным отделом ОКБ-1 по Р-7 руководил Сергей Сергеевич Крюков. Новые мощные двигатели для Р-7 параллельно разрабатывались в ОКБ-456, под руководством Валентина Петровича Глушко.
Система управления ракетой проектировалась в НИИ-885 (ныне — ФГУП «НПЦАП») под руководством Николая Алексеевича Пилюгина, а изготовление было поручено харьковскому заводу «Коммунар».
В Институте проблем управления АН СССР под руководством Бориса Николаевича Петрова была разработана система опорожнения баков и система синхронизации расхода ракетного топлива. Разработка системы радиоуправления велась в НИИ-885 под руководством Михаила Сергеевича Рязанского.
В НИИ-944 (ныне — ФГУП «НПЦАП») под руководством Виктора Ивановича Кузнецова конструировались гироскопические приборы системы управления, системы автоматического подрыва ракеты проектировал Борис Евсеевич Черток в ОКБ-1, а систему телеметрических измерений — Алексей Федорович Богомолов в ОКБ МЭИ.
Одновременно с началом разработки новой МБР была создана комиссия во главе с генерал-лейтенантом Василием Ивановичем Вознюком, которая рассматривала вопрос о строительстве специального испытательного полигона. Стартовый комплекс был разработан в ГСКБ «Спецмаш» под руководством Владимира Павловича Бармина.
В феврале 1955 года для отработки тактико-технических характеристик перспективной МБР под командованием генерала Георгия Максимовича Шубникова создаётся новый Научно-исследовательский испытательный полигон № 5 Министерства Обороны СССР (НИИП-5), ставший затем космодромом Байконур. Место строительства — Казахстан, железнодорожная станция Тюра-Там, Кзыл-Ординской области.
Для решения основных тактико-технических задач по созданию МБР С. П. Королёв создал комплексный научно-технический орган нового типа — Совет главных конструкторов. В состав совета входили главные разработчики ракеты и её систем: С. П. Королев (председатель совета), В. П. Глушко, Н. А. Пилюгин, М. С. Рязанский, В. И. Кузнецов, В. П. Бармин, А. Ф. Богомолов. Секретарем Совета в период создания ракет Р-5 и Р-7 был ведущий конструктор ракет данного типа — Д. И. Козлов.
Совету конструкторов предстояло решить ряд сложных задач, связанных с проблемой разделения ступеней, решением проблем низкочастотных колебаний корпуса ракеты, создания рулевых ракетных двигателей, защиты хвостовых отсеков от мощного теплового воздействия одновременно работающего пакета двигателей. Кроме этого, необходимо было разработать новую конструкцию головной части, которая могла бы совершать вход в атмосферу со скоростями, близкими к первой космической. Довольно сложной оказалась задача обеспечения синхронизации и одновременного опорожнения баков различных ракетных блоков.

### Эскизный проект будущей ракеты Р-7
Эскизный проект Р-7 был готов в ОКБ-1 24 июля 1954 года. Впервые в истории развития эскизного проектирования фирмы Сергея Павловича Королёва был создан том, получивший номер том № 14. Этот том был разработан под руководством Аркадия Ильича Осташева и посвящён организации испытаний ракеты. Согласно проекту МБР стартовой массой 280 т, тягой у земли 404 тс и длиной 34,2 м должна была доставить головную часть (ГЧ) массой 5,4 т на расстояние 8240 км. В августе, после рассмотрения и одобрения эскизного проекта, межведомственной экспертной комиссией были выданы технические задания в смежные организации (более 200 НИИ, КБ и заводов 25-ти министерств и различных ведомств). Согласно проекту новая МБР должна была представлять собой двухступенчатую ракету «пакетной» схемы высотой не более, чем 33,66 м и состояла из пяти блоков: центрального «А» длиной 26,5 м и четырёх цилиндрических боковых («Б», «В», «Г» и «Д») длиной по 20,92 м. Все блоки должны были оснащаться кислородно-керосиновыми жидкостными ракетными двигателями (ЖРД).
По эскизному проекту предполагалось устанавливать МБР на четыре пусковых стола, что усложняло схему пускового устройства. После активного анализа технических предложений было решено отказаться от комплекса пусковых столов и придать боковым блокам форму конуса, а саму ракету предполагалось подвесить в пусковом устройстве за силовой шпангоут центрального блока, к которому крепились боковые блоки первой ступени.
В связи с данным техническим решением общая длина ракеты уменьшилась на 1,3 м. Схема подвешивания ракеты за шпангоут центрального блока выше центра тяжести пакета с опорой на четыре несущие стрелы обеспечивала её удержание и «отпускание» в момент, когда тяга двигателей превышала вес самой ракеты. В конструкции пусковой установки были предусмотрены специальные устройства: ферма с верхним опорным сектором и металлические противовесы в нижней части каждой фермы. Отвод системы удержания в момент старта ракеты осуществлялся за счёт тяжести противовесов и других конструктивных элементов системы.
Для обеспечения заявленных характеристик ракеты Р-7 требовались мощные ЖРД. Двигательная установка бокового блока должна была развивать тягу на Земле 74 тс, а центрального — 69 тс
(90 тс в вакууме). В 1954 году в ОКБ-456, под руководством В. П. Глушко, было развернуто работы по созданию ЖРД по открытой схеме РД-107 (индекс — 8Д74) для боковых блоков и «РД-108» (индекс — 8Д75) — для центрального блока. В целях ускорения процесса разработки, ОКБ-456 приняло решение изготавливать оба ЖРД в виде однотипных четырёхкамерных сборок. В июле 1955 года были проведены первые огневые стендовые испытания (ОСИ) одиночных камер, затем — двухкамерных сборок, а в январе 1956 года — первые ОСИ четырёхкамерной сборки.
В технический проект новых ЖРД для реализации управления полётом 1-й ступени были заложены газоструйные рули, что должны были находится в соплах РД-107, а в проекте 2-й ступени — четыре рулевых двигателя.
Система управления (СУ) Р-7 разрабатывалась в НИИ-885. В проект закладывались целых две СУ: основная — инерциальная, разработки Н. А. Пилюгина и система радиоуправления, разработки М. С. Рязанского. Система радиоуправления должна была обеспечивать управление боковым отклонением и дальностью на режиме конечной тяги 2-й ступени, что и определяло точность наведения головной части. Для обеспечения радиоуправления были построены два пункта радиокоррекции (РУПа) по обеим сторонам трассы в 276 км от неё. Блоки инерциальной СУ размещались в межбаковом отсеке блока «А», а радиосистема — в верхней его части.
К середине 1956 года проект МБР Р-7 был изменён, а именно — масса МБР увеличилась до 273,5 т, масса топлива увеличилась на 10 т, а стартовая тяга двигательных установок — на 38 тс. Также была изменена схема сборки ракеты, а также схема пусковой установки. Согласно новому проекту ракета Р-7 должна была собираться в горизонтальном положении в монтажно-испытательном корпусе (МИК) вместо вертикальной на пусковом устройстве. Газоструйные рули были заменены рулевыми камерами, введена система синхронного опорожнения баков (СОБ).
В варианте МБР ракета несла моноблочную ядерную, отделяемую в полёте, головную часть, созданную в КБ-11 (Арзамас-16, ныне — РФЯЦ-ВНИИЭФ) под руководством С. Г. Кочарянца. Изготовление первых ракет велось на Опытном заводе № 88 в Подлипках (ныне г. Королёв Московской области). Серийное производство было развернуто в 1958 году на куйбышевском авиазаводе № 1 им. И. В. Сталина. Производство маршевых двигателей первой и второй ступеней осуществлялось также в городе Куйбышеве (ныне — Самара) на моторостроительном заводе № 24 им. М. В. Фрунзе.
В апреле—июле 1956 года на заводе № 88 было изготовлено три макетных изделия Р-7 (М1-1С, М1-2СН и М1-ЗС) для наземной отработки основных узлов и систем, а в декабре 1956 года было изготовлено первое лётное изделие 8К71 (№ М1-4СЛ) для заводских испытаний.
31 августа 1956 года была образована Государственная комиссия по проведению лётных испытаний МБР Р-7 в составе: В. М. Рябиков (председатель), М. И. Неделин (заместитель председателя), С. П. Королёв (технический руководитель испытаний), его заместители на время испытаний В. П. Глушко, Н. А. Пилюгин, М. С. Рязанский, В. П. Бармин, В. И. Кузнецов, члены комиссии И. Т. Пересыпкин, А. Г. Мрыкин, С. М. Владимирский, Г. Р. Ударов, А. И. Нестеренко, Г. Н. Пашков.

### Первый этап испытаний ракеты Р-7
Первая лётная версия ракеты Р-7, под номером № 5Л в измерительном варианте, была доставлена на испытательный полигон Тюратам 3 марта 1957 года, а развёрнута на пусковой установке — 5 мая 1957 года. Первые шесть лётных версий новых МБР предназначались для лётно-конструкторских испытаний (ЛКИ) основных узлов. Основные характеристики изготовленных ракет были изменены — тяга ДУ уменьшена на 6 тс, запас топлива — на 2 т. Стоит также отметить, что кроме ЛКИ были проведены стендовые испытания четырёх ракет, включая два прожига «пакета» 20 февраля и 30 марта 1957 года.
Кроме этого в декабре 1956 года на полигон прибыло «примерочное» изделие Р-7 (8К71СН). Ракету доставил по железной дороге спецпоезд из семи вагонов, замаскированных под пассажирские с непрозрачными стеклами. Для перегрузочных работ и сборки ракеты использовался монтажно-испытательный корпус (МИК) с уникальным мостовым краном с точностью подачи до нескольких миллиметров. Испытания проводились с использованием пультов и стендов, находившихся в комнатах лабораторного корпуса, часть пультов размещалась в монтажном зале рядом с ракетой.
На момент создания первого измерительного варианта ракеты Р-7, двигатели РД-107 и РД-108 находились ещё в стадии доработки, их тяга и удельный импульс были ниже расчётных.. Кроме того к началу ЛКИ на измерительном пункте (ИП-1) полигона были развернуты:
- аппаратура службы единого времени (СЕВ) «Бамбук»;
- фазометрическая радиоугломерная станция «Иртыш»;
- два радиодальномера «Бинокль»;
- кинотеодолиты KTh-41;
- кинотелескоп КТ-50;
- восемь телеметрических станций измерения медленно меняющихся параметров «Трал»;
- шесть телеметрических станций измерения быстро меняющихся параметров РТС-5.

МБР Р-7 № 5Л несла дополнительно около 1,88 т измерительной аппаратуры на центральном блоке и, примерно, 1 т — на боковых блоках. В результате перегруза потеря дальности полёта составляла почти 1700 км. Стартовая масса РН 8К71 № 5Л была не более, чем 274,2 т, а полная длина составляла — 34,22 м.
Стоит также отметить, что в ходе I этапа лётно-конструкторских испытаний ракеты Р-7 в полёте планировалось измерять до 700 параметров. Для этого на ракете были установлены системы телеметрических траекторных измерений и регистрации, с соответствующими источниками питания и кабельными проводками, в том числе:
- три комплекта системы «Трал» на блоках «В», «А» и ГЧ соответственно;
- два комплекта системы РТС-5 на блоке «А» и ГЧ;
- по одному комплекту систем «Факел» и АРГ-1 на ГЧ;
- датчики давлений, температур, вибраций, перегрузок и прочие.

30 апреля 1957 года был закончен чистовой цикл испытаний отдельных блоков «пакета» на технической позиции. 5 мая МБР 8К71 № 5Л с ГЧ М1—5 вывезли на старт. Первый пуск в рамках ЛКИ первого этапа состоялся 15 мая 1957 года в 19:00 по местному времени. Кнопку «Пуск» нажал инженер-подполковник Е. И. Осташев. Ракета ушла со старта нормально. Управляемый полёт продолжался до 98-й секунды. Затем тяга двигательной установки (ДУ) блока «Д» резко упала, и последний без команды отделился от ракеты. На 103-й секунде из-за превышения допустимого коридора отклонения углов от программных прошла команда аварийного выключения двигателей. Ракета упала, пролетев около 300 км.
Вторая попытка пуска МБР Р-7 также была аварийной — трижды в период с 10 по 11 июня давали команду «Пуск», но ракета Р-7 № 6Л с ГЧ М1—6 так и не оторвалась от стартового устройства. 12 июля состоялся пуск ракеты Р-7 № 7Л с ГЧ Ml—7, который закончился аварией.
Перед запуском Р-7 № 7Л просмотровая и репортажная группы со станции «Трал» полигона ИП-1 выявили нештатную особенность бортовой батареи. Была объявлена 30-минутная задержка, после которой было принято решение о продолжении испытаний. В полёте ракета стала вращаться вокруг продольной оси, превысив разрешенный допуск в 7°. Автоматика произвела аварийное выключение двигателей. На 32,9 сек «пакет» разрушился. Блоки упали примерно в 7 км от старта и взорвались. Третий пуск был также неудачным.
Частично успешным был пуск 21 августа 1957 года в 15:25, в результате которого ракета 8К71 № 8Л с ГЧ Ml-9 была запущена на дальность 6314 км. Ракета штатно отработала активный участок траектории. ГЧ отделилась и достигла расчётного района падения в районе испытательного полигона «Кура» на Камчатке, вошла в атмосферу и на высоте 10 км разрушилась от термодинамических нагрузок, не долетев до поверхности. 27 августа появилось сообщение ТАСС о создании в Советском Союзе сверхдальней многоступенчатой МБР.
7 сентября 1957 года состоялся последний пуск ракеты Р-7 в ходе программы ЛКИ первого этапа. Пуск ракеты 8К71 № 9 с ГЧ Ml-10 был неудачным, головная часть при этом также разрушилась в атмосфере. В результате испытаний был выявлен ряд недостатков как самой ракеты, так и конструкции её головной части.

### Запуск первого в мире искусственного спутника Земли
22 сентября 1957 на испытательный полигон была доставлена ракета-носитель 8К71ПС со спутником MI-ПС, и началась подготовка к запуску первого ИСЗ. Ракета-носитель 8К71ПС представляла собой значительно облегченную модификацию раннего варианта опытной МБР Р-7. Макетная ГЧ вместе с измерительными системами была снята и заменена коническим переходником «под спутник». С центрального блока сняли радиоотсек с системой радиоуправления общей массой — 300 кг. Также были демонтированы соответствующие кабельные проводки, часть аккумуляторных батарей, радиотелеметрическую систему РТС-5. В верхней части бака окислителя центрального блока было сделано противосопло для торможения блока и увода его в сторону после сброса головного обтекателя и ИСЗ.
4 октября 1957 года в 22:28:34 по московскому времени был осуществлен запуск первого в мире искусственного спутника Земли — ПС-1 первой космической ракетой-носителем Р-7(изделие 8К71ПС). Это был третий успешный (а всего седьмой) пуск ракеты Р-7.

### Второй этап испытаний ракеты Р-7
В результате первого этапа испытаний для избежания атмосферного разрушения ГЧ в аэродинамическую компоновку её конструкции были внесены следующие изменения:
- длина наконечника ГЧ была уменьшена на 0,9 м, радиус притупления увеличен до 0,3 м;
- диаметр стабилизирующей юбки был уменьшен с 2,59 м до 2,42 м;
- общая длина ГЧ была уменьшена на 1,7 м, за счёт дополнительного уменьшения длины стабилизирующей юбки;
- на ГЧ было установлено новое антенно-фидерное устройство.

Ракета Р-7 второго этапа стала короче — её общая длина была уменьшена до 32,995 м. Из-за уменьшения диаметра ГЧ был уменьшен и диаметр верхнего шпангоута радиоотсека на блоке «А», к которому она крепилась. Чтобы предотвратить столкновение ГЧ с конструкцией центрального блока, было принято решение доработать систему отделения за счёт увеличения количества разрывных толкателей до трёх вместо одного. Также с внешнего борта ракеты Р-7 была снята часть целевой аппаратуры, за счёт чего был увеличен запас носимого топлива. Проект пусковой установки также был доработан — на нём появилась система для создания водяной завесы при пуске.
В рамках второго этапа испытаний ракеты Р-7 было проведено шесть пусков. Первый пуск состоялся 30 января 1958 года, а последний — 10 июля 1958 года, закончившийся пожаром и взрывом ракеты во время пуска. Стоит отметить, что первый полностью удачный пуск состоялся 29 марта 1958 года; в ходе него ГЧ впервые дошла до земли без разрушения. Рекордное время подготовки МБР к запуску было достигнуто при пуске 24 мая 1958 года и составило 21 час.
Также стоит заметить, что несмотря на аварии при испытаниях новой МБР, параллельно с доработкой ракеты велась также разработка первого искусственного спутника Земли, возможность запуска которого с помощью двухступенчатой ракеты была просчитана ещё в конце 1953 года особой группой конструкторов в НИИ-4, под руководством Михаила Клавдиевича Тихонравова.

### Третий этап испытаний ракеты Р-7
Третий этап ЛКИ был проведён с 24 декабря 1958 года по 27 ноября 1959 года. Специально для проведения испытаний было изготовлено 16 ракет, восемь из которых были изготовлены на Государственном заводе № 1 в Куйбышеве, а восемь — на заводе № 88 в Подлипках. Пять ракет данной серии были оборудованы специальной аппаратурой для оценки влияния факторов полёта на термоядерную «начинку» головной части.
К концу 1958 года в конструкцию Р-7 было внесено около 97 изменений. В рамках третьего этапа лётных испытаний конструкция ракеты претерпела следующие изменения:
- в межбаковом отсеке блока «А» был ликвидирован приборный отсек;
- аппаратуру инерциальной СУ перенесли в приборный отсек на вершине центрального блока;
- СОБ была дополнена системой синхронизации опорожнения баков разных блоков и стала системой СОБИС;
- за счет снижения давления наддува боковых блоков расход жидкого азота уменьшился на 15 %.

В ходе третьего этапа испытаний ракеты 8К71 двигательные установки были доработаны. В августе 1958 года прошли испытания основных доработок. Основные изменения:
- для привода ТНА двигательных установок концентрация перекиси водорода была увеличена до 82 %;
- за счёт модификации форсуночных головок двигателя РД-108 расход горючего на тепловую завесу камер сгорания был снижен на 35 %;
- на двигателях были установлены новые рулевые агрегаты, созданные специально в ОКБ-456, которые обладали повышенными характеристиками и упрощённой автоматикой.

Весь комплекс доработок позволил увеличить удельный импульс и надёжность ЖРД. В рамках третьего этапа ЛКИ состоялись первые пуски ракеты на полную расчётную дальность полёта — 8 000 км по акватории Тихого Океана.

### Принятие на вооружение
Для базирования этих ракет в 1958 году было принято решение о строительстве боевой стартовой станции (объект «Ангара») в районе посёлка Плесецк (Архангельская область). В результате длительных доработок стартового комплекса и его высокой стоимости официальное принятие ракеты на вооружение сильно затянулось. 1 января 1960 года она была готова, а 16 июля впервые в Вооруженных Силах были самостоятельно проведены два учебно-боевых пуска со стартовой позиции. Перед стартом ракету доставляли с технической позиции на железнодорожном транспортно-установочном лафете и устанавливали на массивное пусковое устройство. Весь процесс предстартовой подготовки длился более двух часов.
Ракетный комплекс получился громоздким, уязвимым, очень дорогим и сложным в эксплуатации. К тому же в заправленном состоянии ракета могла находиться не более 30 суток. Для создания и пополнения необходимого запаса кислорода для развернутых ракет нужен был целый завод. Комплекс имел низкую боевую готовность. Недостаточной была и точность стрельбы. Ракета данного типа не годилась для массового развертывания. Всего было построено четыре стартовых сооружения.
Постановлением ЦК КПСС и Совета Министров СССР № 192—20 от 20 января 1960 года МБР Р-7 была принята на вооружение. Всего было произведено 30 пусков ракет Р-7, из них 20 — успешные.
12 сентября 1960 года на вооружение была принята МБР Р-7А. Она имела несколько бо́льшую по размерам вторую ступень, что позволило увеличить на 500 км дальность стрельбы, новую головную часть и упрощенную систему радиоуправления. Но добиться заметного улучшения боевых и эксплуатационных характеристик не удалось. Очень быстро стало ясно, что Р-7 и её модификация не могут быть поставлены на боевое дежурство в массовом количестве. К моменту возникновения Карибского кризиса РВСН располагали всего несколькими десятками ракет Р-7 и Р-7А, а к концу 1968 года обе эти ракеты сняли с вооружения.

## Создание инфраструктуры

### Создание производственной инфраструктуры
Вместе с принятием ракет Р-7 на вооружение перед промышленностью встала сложная задача: обеспечить необходимый боезапас для вновь созданных ракетных войск и строящихся полигонов. Опытный завод ОКБ-1 не располагал достаточными производственными мощностями для серийного производства ракет Р-7.
Поэтому 2 января 1958 года было принято постановление ЦК КПСС и Совета Министров СССР № 2-1сс/ОВ, в котором куйбышевскому Государственному авиационному заводу № 1 имени Осоавиахима (ГАЗ № 1, завод «Прогресс») Министерства авиационной промышленности предписывалось, не прекращая выпуска самолётов «Ту-16», реконструировать производство и освоить выпуск МБР Р-7, индекс 8К71, с выпуском трёх лётных изделий в четвёртом квартале 1958 года.
В Куйбышев, для освоения производства, Королёв отправляет бригаду инженеров под руководством Дмитрия Ильича Козлова. Сроки, в течение которых надо следовало выполнить данную задачу, были исключительно сжатыми, но коллектив завода под руководством директора завода Виктора Яковлевича Литвинова и ведущего конструктора Дмитрия Ильича Козлова справился с поставленной задачей.
Освоение ракеты на заводе № 1 проходило успешно и уже в конце 1958 года первые три ракеты были изготовлены и сданы заказчикам, а 17 февраля 1959 года с полигона Байконур была успешно запущена первая серийная ракета Р-7.
Для непосредственного конструкторского сопровождения и модернизации изготавливаемых заводом ракет, на территории завода № 1, С. П. Королев, приказом по ОКБ-1 № 74 от 25 июля 1959 года, создал специальный конструкторский отдел № 25 ОКБ-1, который в соответствии с постановлением ЦК КПСС и СМ СССР № 715—296 от 23 июня 1960 года, преобразован в Филиал № 3 с дислокацией в городе Куйбышев. Впоследствии, в 1974 году, КБ было переименовано в ЦСКБ.
На заводе № 1, на базе цеха самолётной сборки № 12 и цеха № 17 аэродромного оборудования — создается новый сборочно-испытательный цех № 15 (ныне цех № 2212). Первым начальником цеха назначается Михаил Григорьевич Перченок, ранее — начальник летно-испытательной станции самолётов Ту-16, его заместителем — Афанасий Яковлевич Леньков, который до этого работавший начальником цеха сборки самолётов Ту-16. В цехе были образованы участки сборки центрального блока, боковых блоков, хвостовых отсеков, первыми начальниками которых стали Анатолий Иванович Киселёв, Евгений Григорьевич Грызлов. Также стоит отметить, что в цехе № 15 создаётся контрольно-испытательный стенд (КИС), начальником которого стал Евгений Николаевич Одиноков.
В числе первых инженеров-испытателей в КИСе работали Александр Михайлович Солдатенков, Георгий Евгеньевич Фомин и Николай Степанович Шураков. Среди рабочих-сборщиков и испытателей первого набора были Василий Прокопьевич Малина, Сергей Иванович Кузнецов, которым в дальнейшем было присвоено звание Героев Социалистического Труда. Для успешного выполнения задания руководством предприятия было принято решение параллельно вести общую сборку в цехе № 15 и изготовление деталей, узлов, агрегатов в других цехах.
Остальные цехи завода, особенно цехи № 3, 11, 23, 12, 31, 39 и 55, были полностью модернизированы, из них полностью удалено старое технологическое оборудование, и после приведения самих помещений в образцовый вид установлено новое.

### Создание испытательного полигона

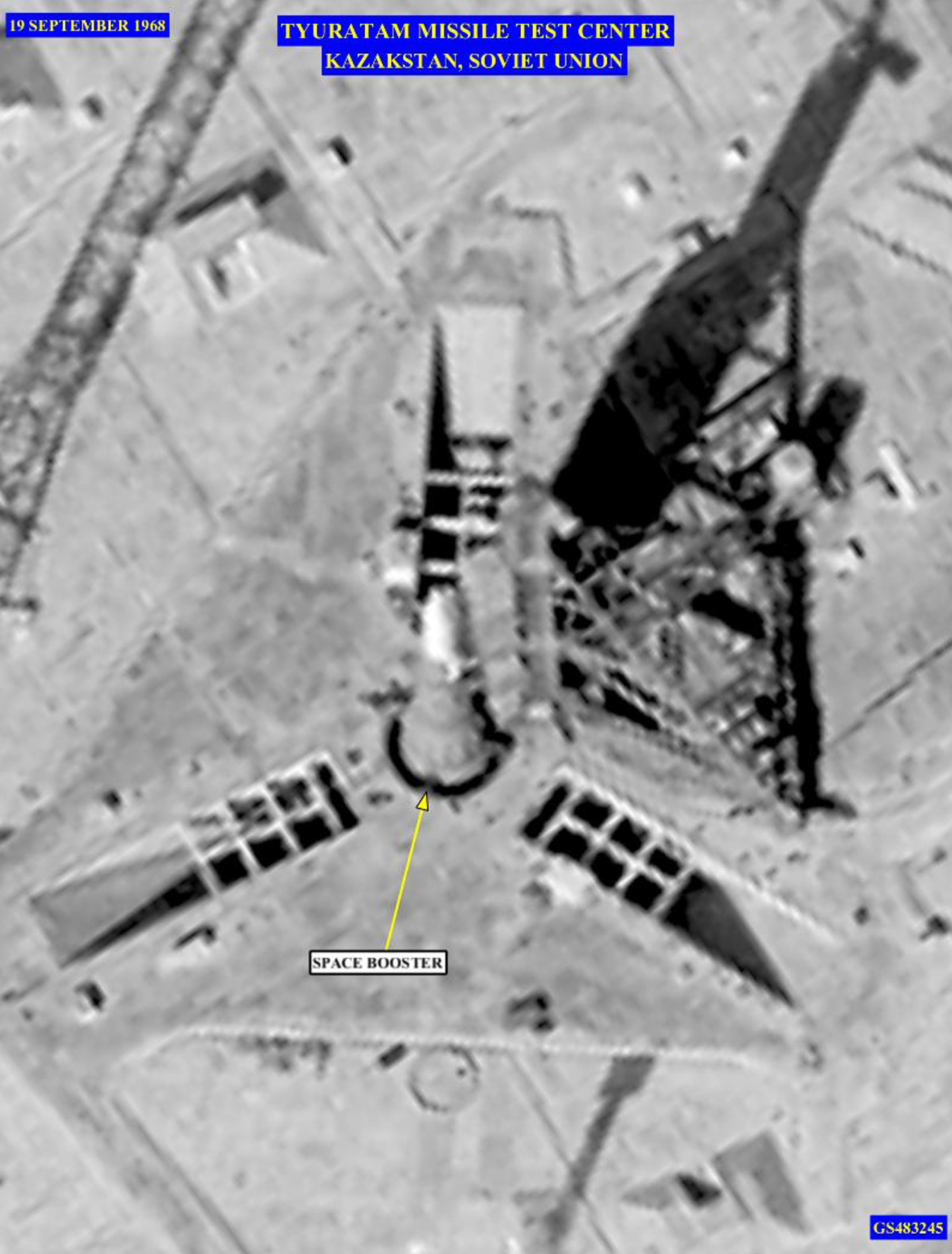
Фотография космодрома Байконур, сделанная 19 сентября 1968 года американским разведывательным спутником KH. На стартовой позиции 11А52 Н-1.

Межконтинентальная баллистическая ракета Р-7 потребовала создания нового полигона для её испытаний (ранее испытания советских ракет проводились на полигоне Капустин Яр в Астраханской области). Одновременно с началом разработки новой МБР была создана комиссия во главе с генерал-лейтенантом Василием Ивановичем Вознюком, которая рассматривала вопрос о строительстве специального испытательного полигона. Стартовый комплекс был разработан в ГСКБ «Спецмаш» под руководством Владимира Павловича Бармина.
Рассматривалось несколько вариантов возможной дислокации полигона: Марийская АССР, Дагестан (западное побережье Каспийского моря), Астраханская область (вблизи города Харабали) и Кзыл-Ординская область. Имелся ещё один важный фактор: первые модификации ракеты Р-7 были оснащены системой радиоуправления. Для её функционирования необходимо было иметь три наземных пункта подачи радиокоманд: два симметричных по обе стороны от места старта на расстоянии 150—250 км, третий — отстоящий от старта по трассе полёта на 300—500 км. Это фактор в конечном счёте и стал решающим: была выбрана Кзыл-Ординская область, поскольку в марийском варианте пункты радиоуправления оказались бы в непроходимых лесах и болотах, в дагестанском — в труднодоступной горной местности, в астраханском — один из пунктов пришлось бы размещать на акватории Каспийского моря.
Таким образом, для полигона была выбрана пустыня в Казахстане к востоку от Аральского моря, вблизи одной из крупнейших рек Средней Азии Сырдарьи и железной дороги Москва—Ташкент. Также преимуществами места как полигона для запусков послужили более трёхсот солнечных дней в году и относительная близость к экватору. Район формирования полигона в первой половине 1955 года имел условное наименование «Тайга».
12 февраля 1955 года ЦК КПСС и Совет Министров СССР совместным постановлением № 292—181сс утвердили создание Научно-исследовательского испытательного полигона № 5 Министерства Обороны СССР (НИИП № 5 МО СССР), предназначенного для испытаний ракетной техники. Руководителем строительства был назначен строитель генерал-майор Г. М. Шубников. Первый отряд военных строителей прибыл на станцию Тюра-Там 12 января 1955 года.
Строительные работы на полигоне были начаты во второй половине зимы 1955 года. Поначалу военные строители жили в палатках, весной появились первые землянки на берегу Сырдарьи, а 5 мая 1955 года было заложено первое капитальное (деревянное) здание жилого городка. В тот же день 5 мая 1957 года специальная комиссия приняла первый стартовый комплекс полигона, а 6 мая первую ракету Р-7 уже установили на этом комплексе.
Официальным днём рождения космодрома считается 2 июня 1955 года, когда директивой Генштаба была утверждена штатная структура Пятого научно-исследовательского испытательного полигона и создан штаб полигона — войсковая часть 11284. К началу испытаний и запусков на полигоне находились 527 инженеров и 237 техников, общая численность военнослужащих — 3600 человек.

### Создание пусковой инфраструктуры МБР

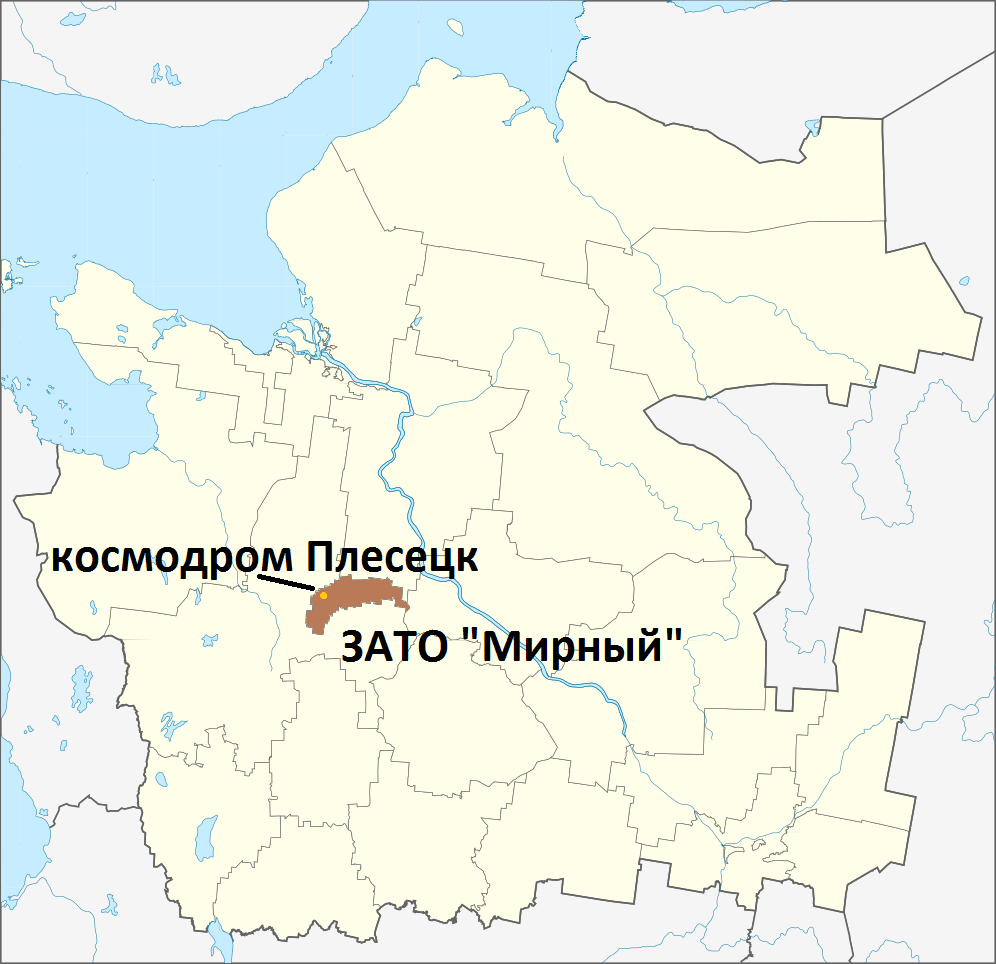
Расположение космодрома Плесецк и ЗАТО «Мирный» на карте Архангельской области

11 января 1957 года когда было принято Постановление Совета Министров СССР о создании военного объекта с условным наименованием «Ангара», расположенного в 180 километрах к югу от Архангельска неподалёку от железнодорожной станции Плесецкая Северной железной дороги. Космодром создавался как первое в СССР войсковое ракетное соединение, вооружённое межконтинентальными баллистическими ракетами Р-7 и Р-7А.
Формирование соединения начато 15 июля 1957 года. В этот день первый командир «Ангары», полковник Григорьев М. Г., подписал приказ № 1 о своём вступлении в должность. Выбор места позиционного района во многом определялся тактико-техническими характеристиками МБР Р-7. В первую очередь, учитывались:
- досягаемость территорий вероятных противников;
- возможность проведения и контроля испытательных пусков в район Камчатки;
- необходимость в особой скрытности и секретности.

С 1957 года по 1964 год на севере в кратчайшие сроки были возведены стартовые и технические позиции и поставлены на боевое дежурство ракетные комплексы с межконтинентальными баллистическими ракетами. В феврале 1959 года объект «Ангара» переименовывается в «3-й Учебный артиллерийский полигон». До конца 1964 года были построены, введены в эксплуатацию и поставлены на боевое дежурство четыре пусковых установки ракет Р-7А, три пусковых установки для ракет Р-9А и семь пусковых установок для ракет Р-16У. В начале 1960-х годов возникла необходимость расширения масштабов космической деятельности СССР.

#### Особенности пусковой инфраструктуры

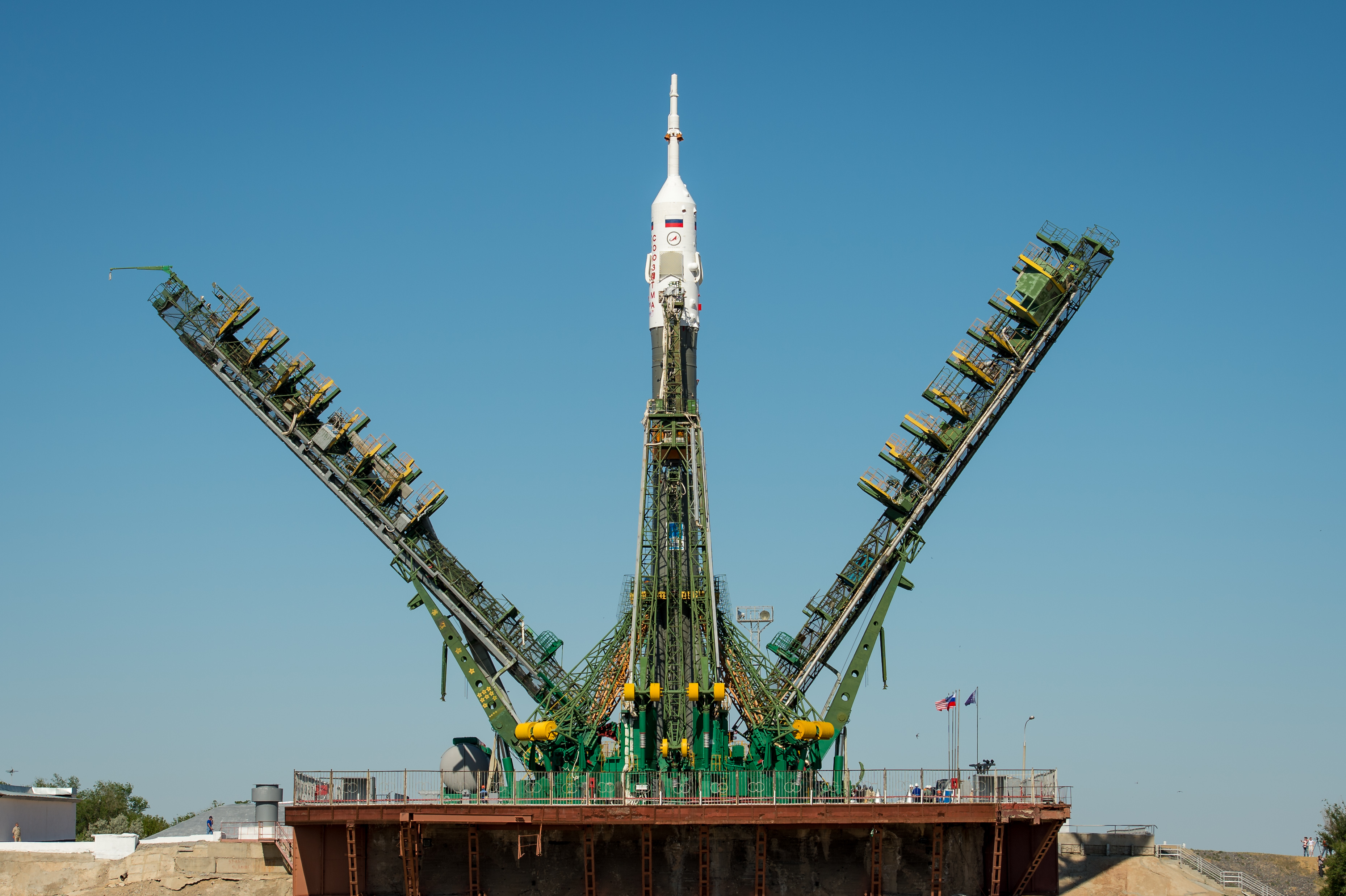
Фотография запуска космического корабля Союз TMA-09M

Специально для ракеты Р-7 была разработана уникальная пусковая система. Согласно проекту ракета не опиралась на стартовый стол хвостовой частью, а подвешивалась за «карманы» боковых блоков на специальных фермах с верхним сектором. При движении ракеты вверх фермы выходили из «карманов» и отбрасывались противовесами в стороны. Всё это размещалось на поворотном круге для наведения ракеты по азимуту. Тут же находились две нижние и одна верхняя кабель-мачты для подвода коммуникаций.
Поворотный круг диаметром 18 м размещался на отметке «−2 м» на мощной клёпаной мостовой конструкции («воротник») с круглым проёмом, в котором повисала ракета. Основа сооружения — монолитный железобетонный остов, состоящий из фундаментной плиты, четырёх пилонов для опоры верхней части сооружения и наклонного криволинейного отражательного лотка, покрытого чугунными плитами 1 × 1 × 0,2 м. Внутри мостовой конструкции, в двух кольцеобразных помещениях — «четырёхграннике» и «шестиграннике» — располагались силовые и контрольные кабели, трубопроводы сжатых газов и другое оборудование.
Пункт управления предстартовыми операциями и запуском ракеты находился в подземном бункере на глубине около 8 м и в 200 м от точки старта. В самом большом из пяти помещений, снабжённом двумя морскими перископами, вдоль стен были установлены пульты контроля боковых и центрального блока, контроля и зарядки интеграторов, пожаротушения, а позже и пульт спутника. Второе большое помещение предназначалось для членов государственных комиссий по испытаниям МБР Р-7, почётных гостей и главных конструкторов. Оно также имело два перископа. В остальных помещениях бункера размещалась контрольная аппаратура систем телеметрии, управления заправкой, стартовыми механизмами, вспомогательные комнаты для связистов и охраны. Из бункера выдавались команды готовности на полигонный испытательный комплекс, базы падения и другие привлекаемые к работе средства. С измерительного пункта ИП-1 в бункер шёл телеметрический репортаж о предстартовом состоянии бортовых систем, пуске и полёте ракет.

## Модификации ракеты Р-7

Ракеты-носители на базе Р-7

Удачность и, как следствие, надёжность конструкции и очень большая для МБР мощность позволила использовать Р-7 в качестве ракеты-носителя. В процессе эксплуатации Р-7 в качестве РН выявлялись недостатки и производилась её модернизация для повышения выводимой полезной нагрузки, надёжности, увеличения спектра решаемых ею задач, что привело к появлению целого семейства ракет-носителей.
Ракеты-носители именно данного семейства открыли человеку космическую эру, ими, среди всего прочего, были осуществлены:
- Вывод на орбиту Земли первого искусственного спутника.
- Вывод на орбиту Земли первого спутника с живым существом на борту.
- Вывод на орбиту Земли первого пилотируемого человеком корабля.
- Вывод станции «Луна-9», выполнившей первую мягкую посадку на Луну[26].

По состоянию на 2013 год все пилотируемые запуски СССР и России осуществлены ракетами данного семейства.

## Примечание
1. ↑  Самарские ступени «Семёрки», 2011, с. 9.
2. 1 2 3  Самарские ступени «Семёрки», 2011, с. 10.
3. 1 2 3 4 5 6 7 8 9  Россия, Спутник!, 2006.
4. ↑  Самарские ступени «Семёрки», 2011, с. 12.
5. ↑  Самарские ступени «Семёрки», 2011, с. 12—13.
6. 1 2 3 4 5 6  Самарские ступени «Семёрки», 2011, с. 17.
7. 1 2  Самарские ступени «Семёрки», 2011, с. 17—18.
8. ↑  Доклад на конференции «Королёвские чтения».
9. 1 2 3 4  Самарские ступени «Семёрки», 2011, с. 18.
10. ↑  Самарские ступени «Семёрки», 2011, с. 19.
11. ↑  Самарские ступени «Семёрки», 2011, с. 20.
12. 1 2 3 4 5  Самарские ступени «Семёрки», 2011, с. 22.
13. 1 2 3 4 5  Самарские ступени «Семёрки», 2011, с. 23.
14. 1 2 3 4 5 6 7 8  Самарские ступени «Семёрки», 2011, с. 24.
15. 1 2  Самарские ступени «Семёрки», 2011, с. 27.
16. 1 2  Самарские ступени «Семёрки», 2011, с. 28.
17. 1 2 3 4 5  Самарские ступени «Семёрки», 2011, с. 26.
18. ↑  Ивкин, Сухина, 2010, с. 613—614.
19. ↑  Самарские ступени «Семёрки», 2011, с. 38.
20. 1 2  Главная ракета XX века.
21. ↑  Советская космическая инициатива в государственных документах (1946—1964 гг.), 2008, с. 96—100.
22. ↑  Самарские ступени «Семёрки», 2011, с. 29.
23. 1 2  Самарские ступени «Семёрки», 2011, с. 32.
24. ↑  Самарские ступени «Семёрки», 2011, с. 33.
25. ↑  Как мы выбирали расположение космодрома Байконур.
26. ↑  Луна-9.

## Статьи
- Варфоломеев Т. Первая межконтинентальная: рождение «семерки» // Новости космонавтики. — М.: ФГУП ЦНИИмаш. — № 7, 2007.
- Варфоломеев Т., Лебедев В. «Семерка» для третьего спутника // Новости космонавтики. — М.: ФГУП ЦНИИмаш. — № 10, 2008.
- Полетаева В. Главная ракета XX века // Промышленность и бизнес : Газета. — Самара. Архивировано 1 ноября 2011 года.

### Русскоязычные ресурсы
- «Семёрка». Дата обращения: 5 мая 2013. Архивировано 17 мая 2013 года.
- Полетаева В.. Как прятали «семёрку». Дата обращения: 5 мая 2013.
- Ракеты-носители семейства Р-7. astro.websib.ru. Дата обращения: 5 мая 2013. Архивировано 17 мая 2013 года.
- Фомин Г. Е.; Козлов Д. И..: . История создания и развития ракеты Р-7, послужившей основой освоения космического пространства. — Доклад на конференции «Королёвские чтения». Дата обращения: 5 мая 2013. Архивировано из оригинала 9 декабря 2012 года.
- Железняков А.. Хроника освоения космоса. Энциклопедия «Космонавтика». Дата обращения: 3 мая 2013.
- Максименко А. В.. Ракеты-носители семейства Р-7. Дата обращения: 3 мая 2013. Архивировано 17 мая 2013 года.
- Ракеты-носители созданные в КБ Королева. Rocketpolk44. Дата обращения: 3 мая 2013. Архивировано 17 мая 2013 года.
- Старт номер сто. Документальный фильм. Телестудия Роскосмоса. Дата обращения: 5 мая 2013. Архивировано из оригинала 22 сентября 2013 года.
- Аркадий Найшуль. Как мы выбирали расположение космодрома Байконур. Полит.ру. Дата обращения: 5 мая 2013.
- Аркадий Найшуль. Автоматическая станция "Луна-9". НПО им. Лавочкина. Дата обращения: 5 мая 2013. Архивировано из оригинала 12 февраля 2010 года.
- Об испытаниях ракеты Р-7 вспоминает известный испытатель фирмы С. П. Королёва, Лауреат Ленинской и Государственной премий Аркадий Ильич Осташев // Социально-просветительный портал «Труженики космоса»

### Иностранные ресурсы
- Rockets: R-7 family (англ.). Russian Space Web. Дата обращения: 3 мая 2013. Архивировано 17 мая 2013 года.
- R-7 (Semyorka) Based Launch Vehicle Flight History by Variant/Year (1957-Present) (англ.). Space Launch Report. Дата обращения: 3 мая 2013. Архивировано 17 мая 2013 года.